# Saské zrcadlo
Saské zrcadlo (německy Sachsenspiegel) je středověká právní kniha dochovaná v několika bohatě iluminovaných opisech. Autorem byl Eike von Repgow, který jej vytvořil v letech 1220–1233, pravděpodobně na zakázku pána z Falkenštejna. Nejprve bylo nejspíše napsáno v latině a až poté přeloženo do dolnoněmčiny.

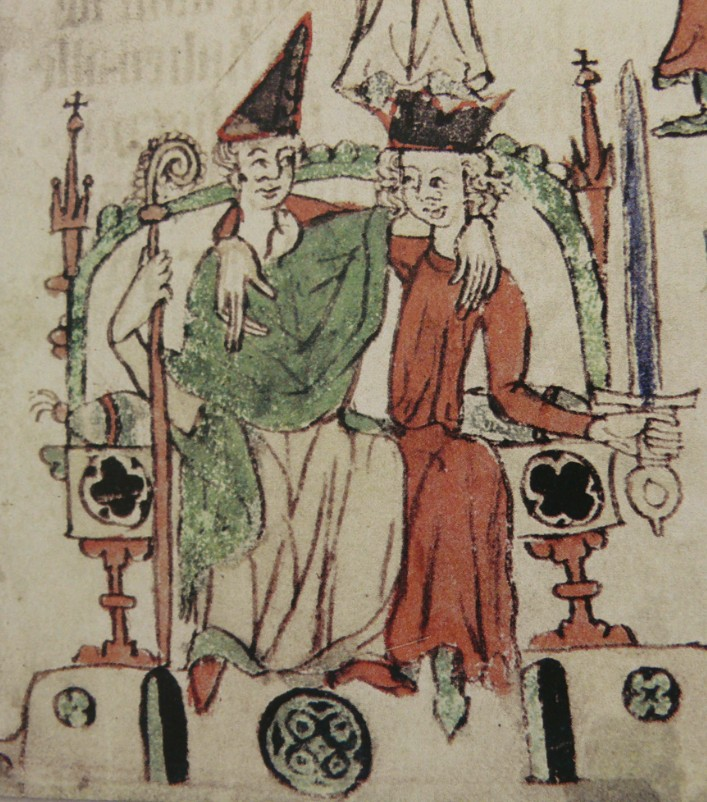
Papež a císař jako hlavy křesťanstva

Je to soupis zemského a lenního práva saské oblasti (severní Německo). Prameny pro soupis byly saské právní obyčeje, některé říšské zákony a rozsudky císařského soudu, zrcadlo naopak nenese známky vlivu římského ani kanonického práva. Brzy si získal autoritu a oblibu, byl přeložen do několika jazyků a vlivy jsou patrné v dalších soupisech, Saské zrcadlo je základ pro Deutschenspiegel a odtud potom i na Švábské zrcadlo. Zpracováním zásad v tomto soupisu ovlivnilo také městské právo saské oblasti, tzv. magdeburské právo.